# فرهنگ اجازه
فرهنگ اجازه اصطلاحی است که معمولاً توسط لارنس لسیگ و بقیهٔ فعالان کپی‌رایت برای توصیف جامعه‌ای که در آن محدودیت‌های حق تکثیر فراگیر هستند و تا اندازه‌ای تحمیل می‌شوند که هر استفاده‌ای از آثار دارای حق تکثیر باید به طور واضح اجازه گرفته شده باشند، به کار می‌رود. این فرهنگ پیامدهای اقتصادی و اجتماعی دارد زیرا در چنین جامعه‌ای صاحبان حق تکثیر می‌توانند برای هر استفاده‌ای از اثر طلب پرداخت کنند و احتمالاً مهم‌تر از آن، برای تولید هر نوع اثر اشتقاقی طلب اجازه کنند.
لارنس لسینگ فرهنگ اجازه را در تضاد با جنبش فرهنگ آزاد می‌داند. اگر چه فرهنگ اجازه جامعه‌ای را که در آن سازندگان قبلی یا آن‌هایی که قدرت دارند باید به مردم اجازه استفاده از محتوا را بدهند، توصیف می‌کند اما فرهنگ آزاد تضمین می‌کند که هر کسی بدون محدودیت از پیش‌تایین‌شده‌ای، قادر است خلق کند. برای مثال لسیگ در کتاب فرهنگ آزاد، به عکاسی ارجاع می‌دهد. در این مثال اگر محیط قانونی که مراحل جدید عکاسی را احاطه کرده به وسیله آنچه مالکیت را ایجاد کرده و بیشتر به سمت فرهنگ اجازه مایل است، محدودتر بود، عکاسی به طریق بسیار متفاوتی توسعه می‌یافت و محدود می‌شد.
مفهوم فرهنگ اجازه این است که توسط روش‌های اصولی جلوی سازندگان گرفته شود و این مانع خلاقیت است. نیازمند اجازه بودن در اینجا به این معنی است که سازندگان باید ثابت کنند که استفاده‌شان از محتوا منصفانه است حتی اگر از نظر قانونی نیازی به آن نباشد، که این فرایندی است که در آن فردی تصمیم می‌گیرد اثر ادامه نیابد.
این اصطلاح معمولاً در تضاد با فرهنگ ریمیکس است.